# Marco Egnácio Marcelino
Marco Egnácio Marcelino (em latim: Marcus Egnatius Marcellinus) foi um senador romano nomeado cônsul sufecto para o nundínio de abril a junho de 116 com Tibério Júlio Segundo. É o primeiro membro conhecido da gente Egnácia, de origem samnita da cidade de Teano, a chegar ao consulado. Entre seus parentes estão Marco Egnácio Póstumo, cônsul sufecto em 183, e o filósofo Aulo Egnácio Prisciliano.